# Rivière Turgeon
Der Rivière Turgeon ist ein Fluss in Kanada, in den Verwaltungsregionen Abitibi-Témiscamingue und Nord-du-Québec in Québec, sowie ein sehr kurzes Stück innerhalb der Provinz Ontario.

## Geographie
Der Fluss hat seinen Ursprung im See Lac Turgeon nahe La Sarre. Von dort fließt er in nördlicher Richtung und mündet nach etwa 200 km in den Fluss Rivière Harricana. Am Oberlauf liegen die Orte Villebois und Valcanton.

## Geschichte
Vor der Ankunft der Europäer wurde die Flussregion von Algonkin bewohnt.
Bis in die 1930er Jahre war das Gebiet von Wäldern bedeckt.
Dann wanderten während der Wirtschaftskrise viele Erwerbslose aus den kanadischen Städten in diese Region.
Zu dieser Zeit gab es noch keine Straßen oder Wege und die Flüsse bildeten die Haupttransportwege.
Drei Gemeinden wurden damals gegründet: Saint-Joachim-de-Beaucanton, Saint-Camille-de-Villebois und Saint-Éphrem-de-Val-Paradis. Heute sind Beaucanton und Val-Paradis verschmolzen zu Valcanton. Die Siedlungen gehören zur Munizipalität Baie-James.
In den 1940er und 1950er Jahren wurden mehrere "Covered Bridges" im Tal des Flusses, dem Vallée de la Turgeon, errichtet. 
Fünf davon bestehen noch: 3 über den Fluss Rivière Turgeon, 2 über dessen Zuflüsse.